# Gare de La Pinte
La gare de La Pinte (en néerlandais : station De Pinte) est une gare ferroviaire belge de la ligne 75, de Gand-Saint-Pierre à Mouscron (frontière). Elle est située à proximité du centre-ville de La Pinte dans la province de Flandre-Orientale en Région flamande.
Elle est mise en service en 1857 par la Compagnie du chemin de fer Hainaut et Flandres. C'est une gare de la Société nationale des chemins de fer belges (SNCB) desservie par des trains InterCity (IC) Omnibus (L), Suburbains (S), Touristiques (T) et d’Heure de pointe (P).

## Situation ferroviaire
Établie à 9 mètres d'altitude, la gare de De Pinte est située au point kilométrique (PK) 7,100 de la ligne 75, de Gand-Saint-Pierre à Mouscron (frontière), entre les gares ouvertes de Gand-Saint-Pierre et de Deinze. Gare de bifurcation, elle est l'origine de la ligne 86, de De Pinte à Renaix.

## Histoire
Le 22 septembre 1839 lorsque l'administration des chemins de fer de l'État belge ouvre à l'exploitation ligne de Gand à Courtrai (actuelle ligne 75), il n'y a pas de gare à De Pinte.
La station de De Pinte est mise en service le 28 juin 1857 par la Compagnie du chemin de fer Hainaut et Flandres, lorsqu'elle ouvre à l'exploitation la section entre De Pinte Audenarde, première section mise en service de sa ligne de Saint-Ghislain à Gand par Leuze, Renaix et Audenarde. 
En 1913, afin de permettre la création de la nouvelle gare de Gand-Saint-Pierre, appelée à remplacer la gare de Gand-Sud, plus proche du centre, un nouveau tracé fut réalisé entre Gand et De Pinte. 
Datant de 1857, le premier bâtiment de la gare était similaire à celui des gares de la section vers Audenarde mais à la différence de ces bâtiments, parmi lesquels Gavere-Asper, le corps de logis n'a jamais été agrandi et comportait toujours trois travées en 1977. Des travaux d'agrandissement sont adjugés vers 1868. Il est démoli au profit d'un bâtiment moderne inauguré vers 1980.
En octobre 2018, lors du comptage visuel annuel des voyageurs, la gare enregistre une fréquentation de 642 300 voyageurs/an.

## Service des voyageurs

### Accueil
Gare SNCB, elle dispose d'un bâtiment voyageurs, avec guichet, ouvert tous les jours. Des aménagements, équipements et services sont à la disposition des personnes à la mobilité réduite. Un buffet est présent en gare.
Un souterrain permet la traversée des voies et le passage d'un quai à l'autre.

Installations
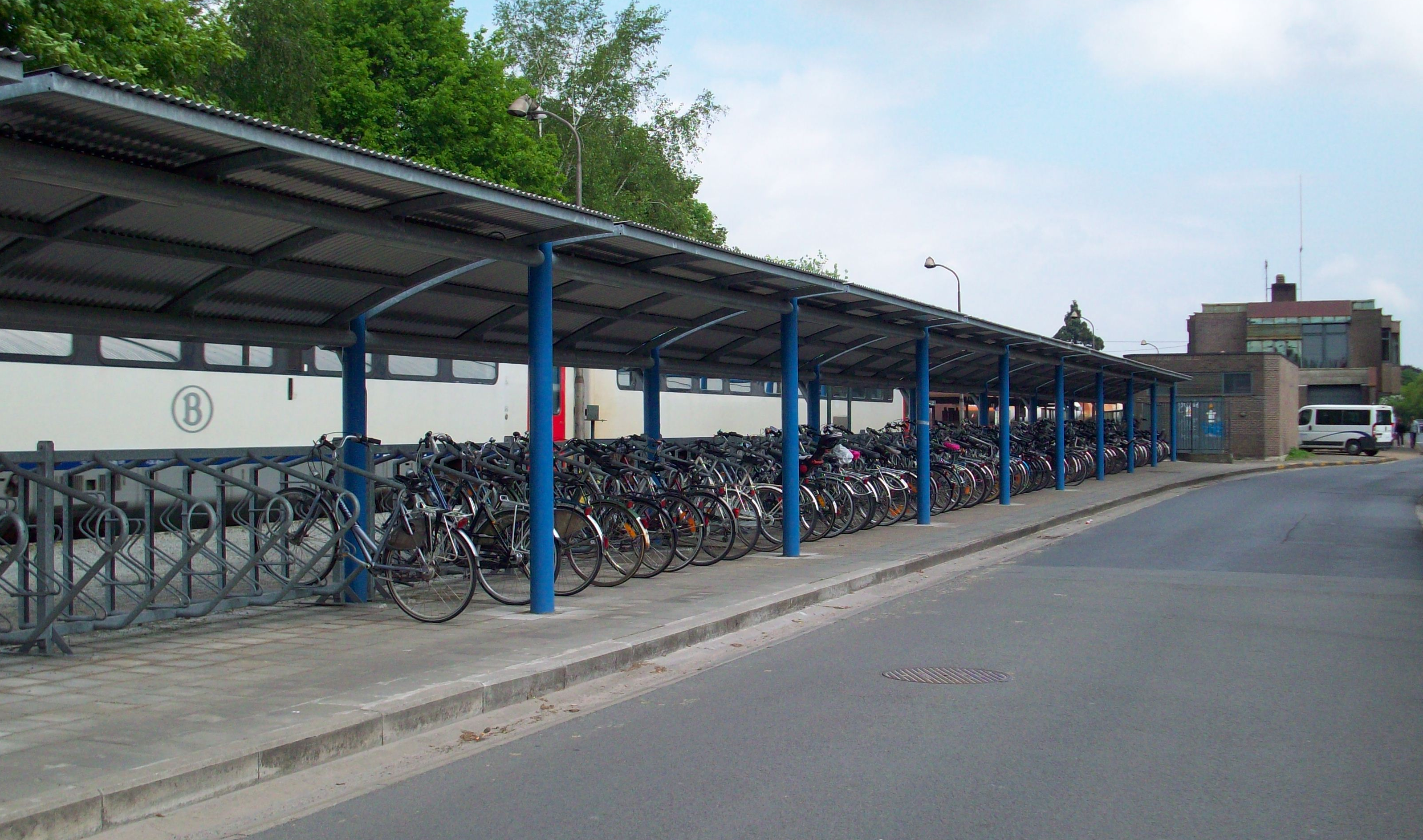
Parc à vélos.
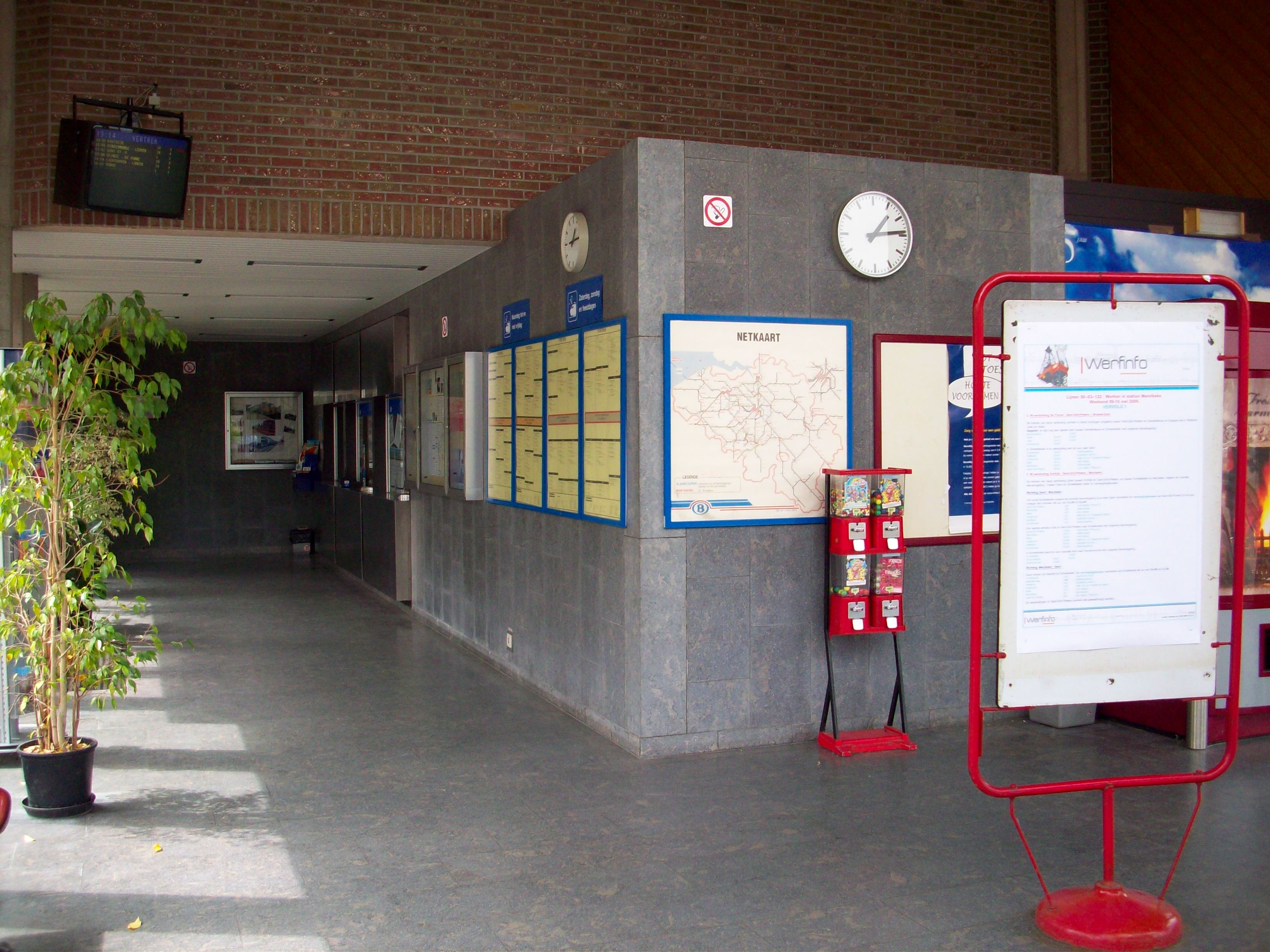
Guichets.
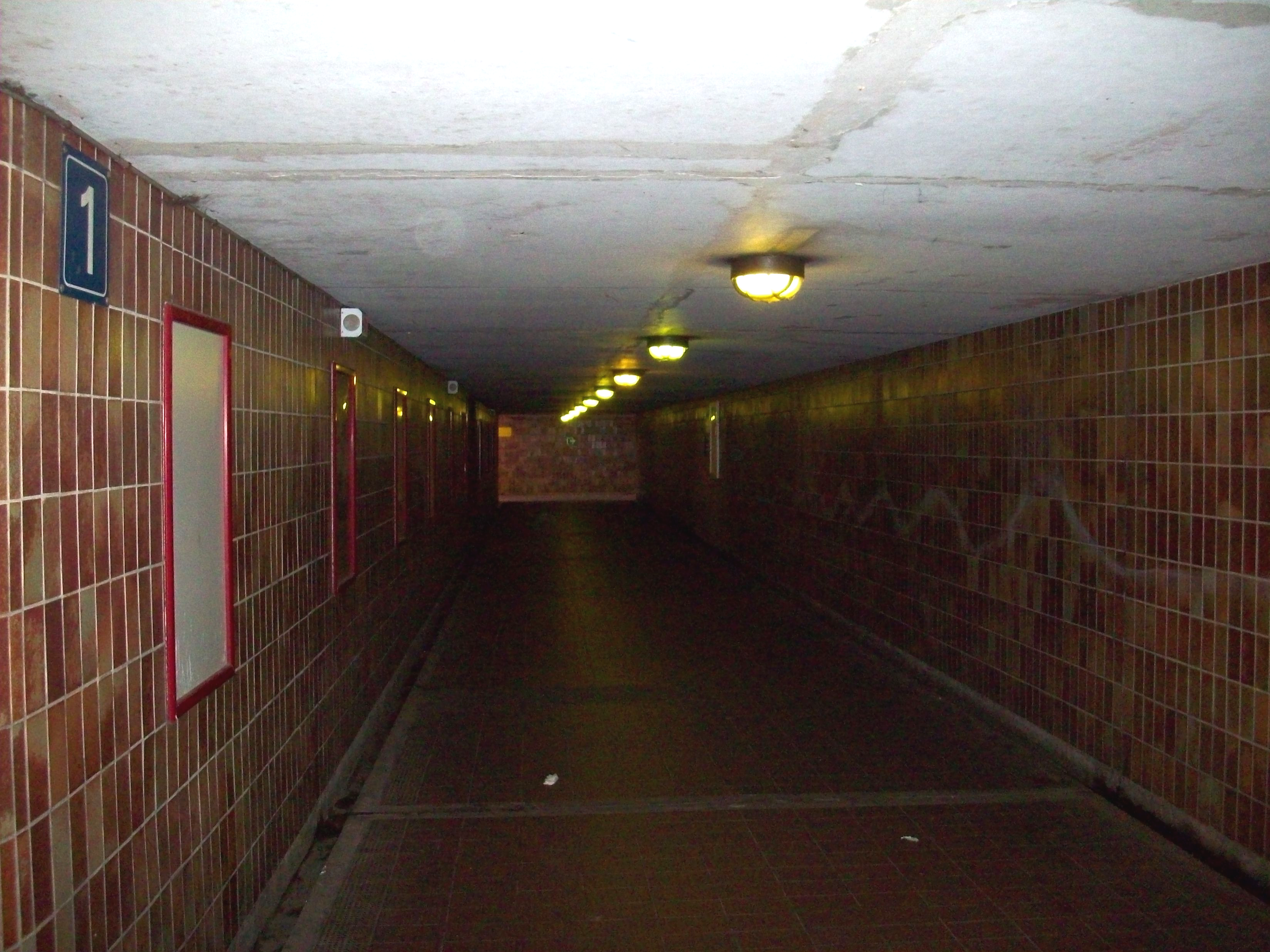
Souterrain.

### Desserte
La Pinte est desservie par des trains InterCity (IC), Suburbains (S), Omnibus (L), Touristiques (T) et d’Heure de pointe (P) de la SNCB, qui effectuent des missions sur les lignes commerciales : 73 (La Panne - Gand), 75 (Gand - Mouscron - Lille-Flandres), 86 (Gand - Renaix) (voir brochures SNCB).

Installations
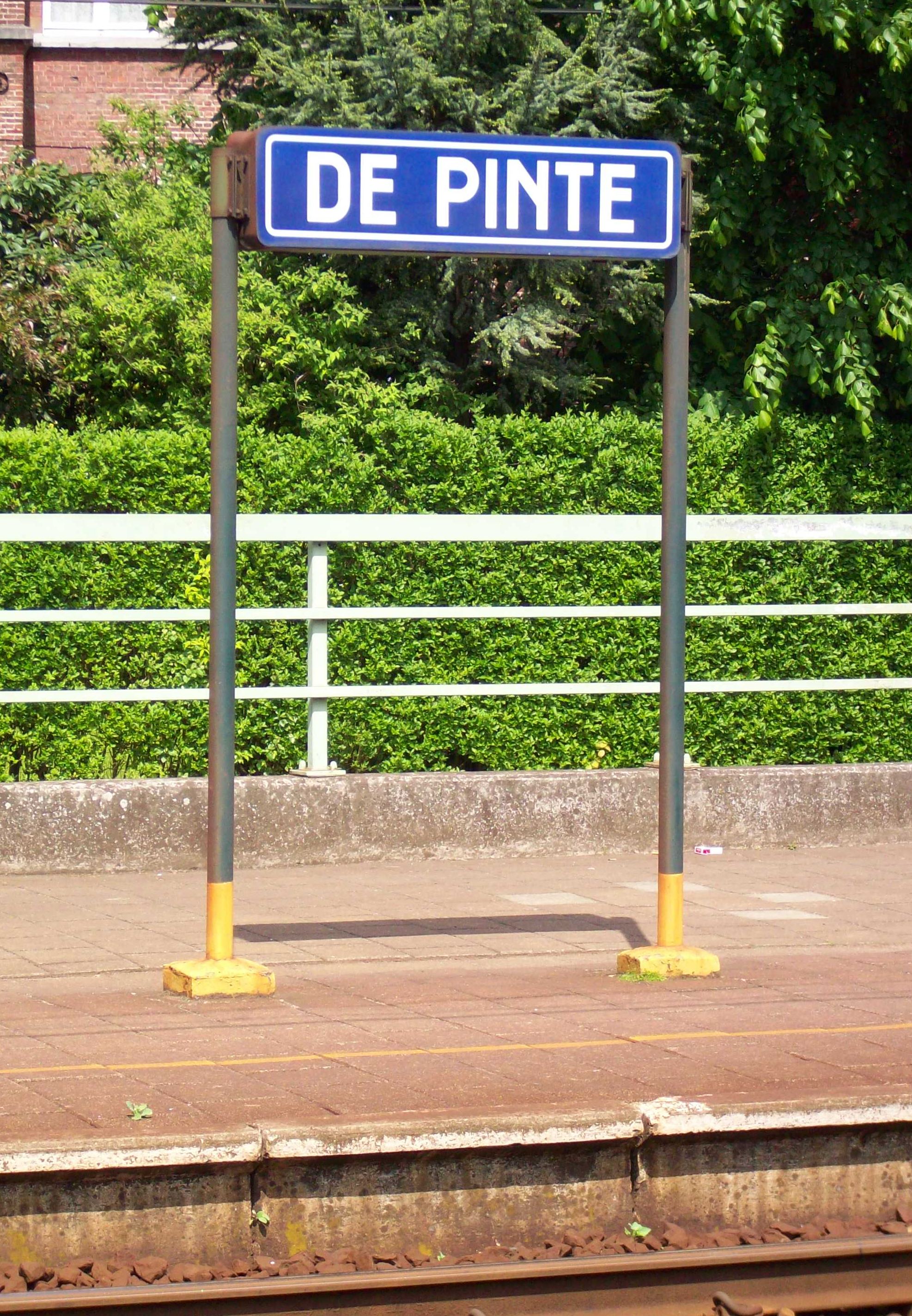
Panneau de quai.
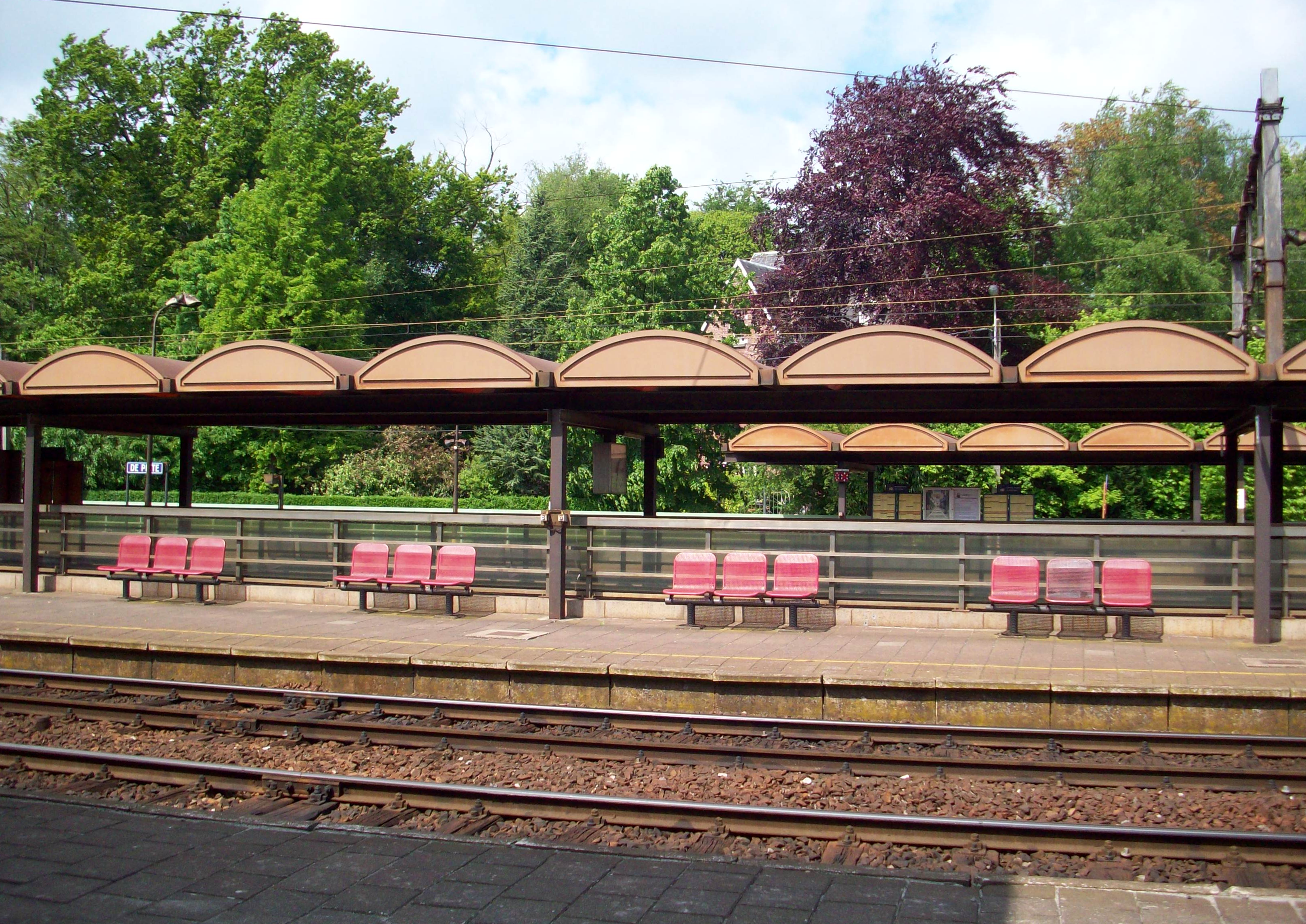
Abris de quai.

### Intermodalité
Un parc pour les vélos et un parking pour les véhicules y sont aménagés.

## Comptage voyageurs
Ce graphique et tableau montre le nombre de voyageurs embarquant en moyenne durant la semaine, le samedi et le dimanche.
| Nombre de passagers qui embarquent à la gare de La Pinte | Nombre de passagers qui embarquent à la gare de La Pinte | Nombre de passagers qui embarquent à la gare de La Pinte | Nombre de passagers qui embarquent à la gare de La Pinte |
|                                                          | Semaine                                                  | Samedi                                                   | Dimanche                                                 |
| -------------------------------------------------------- | -------------------------------------------------------- | -------------------------------------------------------- | -------------------------------------------------------- |
| 1977                                                     | 800                                                      | 189                                                      | 129                                                      |
| 1978                                                     | 804                                                      | 155                                                      | 129                                                      |
| 1979                                                     | 803                                                      | 188                                                      | 111                                                      |
| 1980                                                     | 912                                                      | 230                                                      | 123                                                      |
| 1981                                                     | 1 083                                                    | 217                                                      | 124                                                      |
| 1982                                                     | 1 111                                                    | 210                                                      | 151                                                      |
| 1983                                                     | 1 183                                                    | 216                                                      | 175                                                      |
| 1984                                                     | 1 150                                                    | 253                                                      | 179                                                      |
| 1985                                                     | 1 282                                                    | 283                                                      | 291                                                      |
| 1986                                                     | 1 348                                                    | 302                                                      | 210                                                      |
| 1987                                                     | 1 343                                                    | 267                                                      | 227                                                      |
| 1988                                                     | 1 597                                                    | 314                                                      | 292                                                      |
| 1989                                                     | 1 375                                                    | 303                                                      | 212                                                      |
| 1990                                                     | 1 615                                                    | 418                                                      | 288                                                      |
| 1991                                                     | 1 551                                                    | 336                                                      | 293                                                      |
| 1992                                                     | 1 294                                                    | 325                                                      | 228                                                      |
| 1993                                                     | 1 586                                                    | 405                                                      | 268                                                      |
| 1994                                                     | 1 634                                                    | 339                                                      | 214                                                      |
| 1995                                                     | 1 489                                                    | 309                                                      | 253                                                      |
| 1996                                                     | 1 551                                                    | 347                                                      | 241                                                      |
| 1997                                                     | 1 612                                                    | 390                                                      | 261                                                      |
| 1998                                                     | 1 516                                                    | 356                                                      | 314                                                      |
| 1999                                                     | 1 499                                                    | 314                                                      | 196                                                      |
| 2000                                                     | 1 425                                                    | 264                                                      | 310                                                      |
| 2001                                                     | 1 303                                                    | 282                                                      | 197                                                      |
| 2002                                                     | 1 285                                                    | 353                                                      | 287                                                      |
| 2003                                                     | 1 344                                                    | 298                                                      | 260                                                      |
| 2004                                                     | 1 286                                                    | 306                                                      | 266                                                      |
| 2005                                                     | 1 406                                                    | 437                                                      | 327                                                      |
| 2006                                                     | 1 447                                                    | 366                                                      | 334                                                      |
| 2007                                                     | 1 393                                                    | 400                                                      | 364                                                      |
| 2008                                                     | -                                                        | -                                                        | -                                                        |
| 2009                                                     | 1 456                                                    | 635                                                      | 303                                                      |
| 2010                                                     | -                                                        | -                                                        | -                                                        |
| 2011                                                     | -                                                        | -                                                        | -                                                        |
| 2012                                                     | 1 489                                                    | 382                                                      | 364                                                      |
| 2013                                                     | 1 458                                                    | 389                                                      | 324                                                      |
| 2014                                                     | 1 567                                                    | 366                                                      | 417                                                      |
| 2015                                                     | 1 482                                                    | 366                                                      | 328                                                      |
| 2016                                                     | 1 664                                                    | 308                                                      | 282                                                      |
| 2017                                                     | 1 605                                                    | 356                                                      | 413                                                      |
| 2018                                                     | 1 661                                                    | 477                                                      | 345                                                      |
| 2019                                                     | 1 569                                                    | 431                                                      | 420                                                      |
| 2020                                                     | 993                                                      | 272                                                      | 217                                                      |
| 2021                                                     | -                                                        | -                                                        | -                                                        |
| 2022                                                     | 1 618                                                    | 511                                                      | 512                                                      |
| 2023                                                     | 1 685                                                    | 473                                                      | 473                                                      |
| 2024                                                     | 1 681                                                    | 502                                                      | 352                                                      |